# Городской театр Брно
Городской театр Брно (чеш. Městské divadlo Brno) — репертуарный театр в городе Брно. 
Театр находится на Лидицкой улице в районе Брно-центр, где находятся два его помещения: Драматическая сцена (чеш. Činoherní scéna) с максимальной вместимостью 365 мест и Современная музыкальная сцена (чеш. Soudobá hudební scéna) с максимальной вместимостью 680 мест.

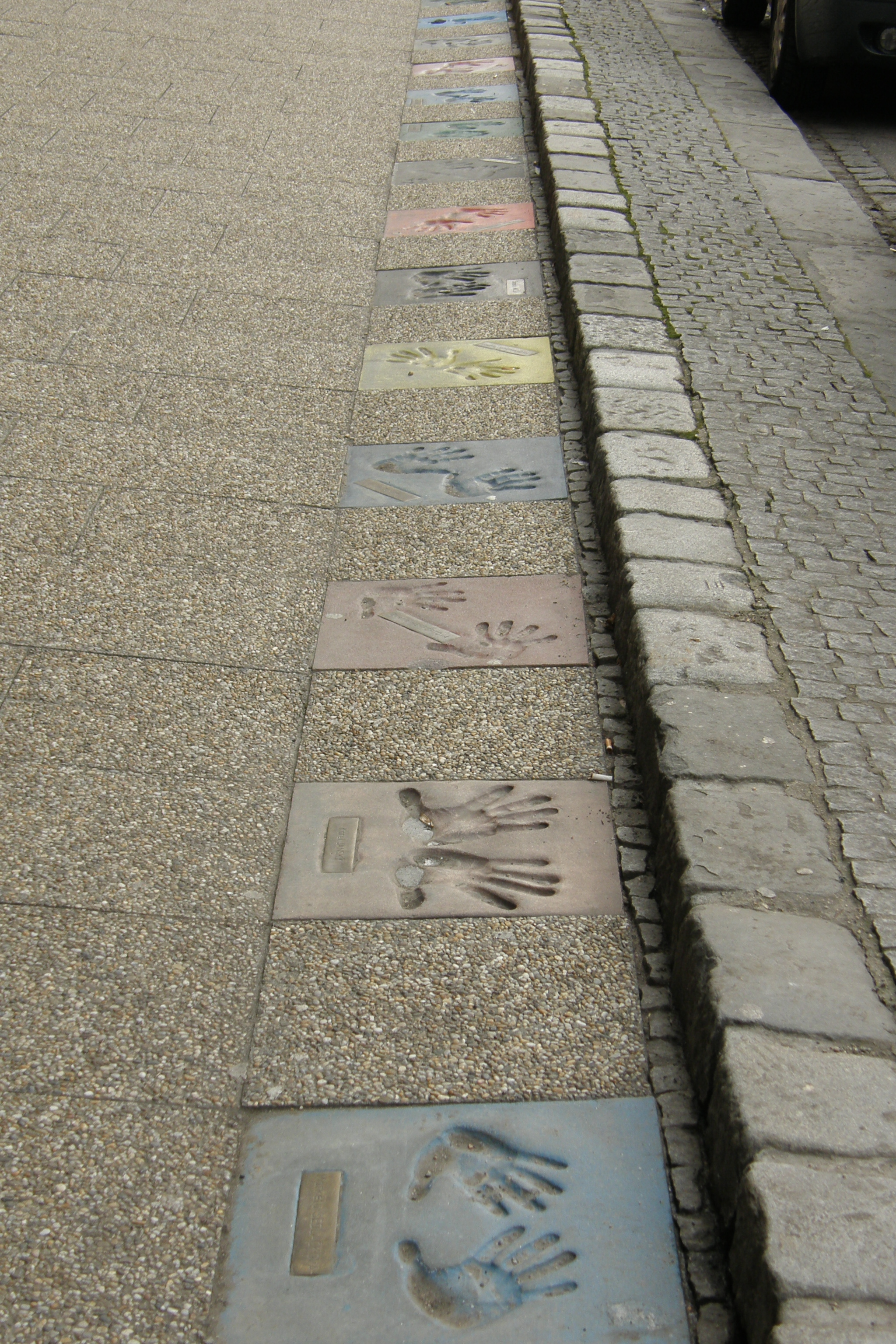
Тротуар славы

Директором театра является Станислав Моша. 
У театра есть собственный оркестр, который главным образом используется в музыкальных представлениях. Перед зданием Драматической сцены находится «тротуар славы», где в бетоне отпечатаны ладони актёров театра.
История театра начинается в 1945 году, когда выпускники брненской консерватории основали «Свободный театр». В 1954 году театр был переименован в «Театр братьев Мрштиков» и в 1965 году перенесено с Якубской площади на Лидицкую улицу. В конце восьмидесятых в его работу вмешались представители городских властей, которые объединили его с сатирическим театром «Вечернее Брно» и кукольным театром «Радость». Объединение оказалось неудачным 1 февраля 1991 года «Театр братьев Мрштиков» вновь стал самостоятельным. В 1992 году директором стал Станислав Моша. Современное название театр получил 25 июня 1996 года, с 1993 года использовалось переходное название «Городской театр Брно-Театр братьев Мрштиков».